# 塞尔瓦堡
塞尔瓦堡是西班牙阿拉贡自治区特鲁埃尔省的一个市镇。总面积105平方公里，总人口510人（2001年），人口密度5人/平方公里。